# Российская оккупация Киевской области
Российская оккупация Киевской области в ходе российско-украинской войны продлилась с 24 февраля по 2 апреля 2022 года. За время оккупации Вооружённые силы Российской Федерации захватили существенную часть региона, включая ключевые транспортные направления, ведущие на северо-запад Украины — Бучу, Ирпень, Гостомель, Бородянку, Иванков. К началу марта россияне смогли подойти к окраинам Киева. Однако просчёты военного командования, проблемы с логистикой, недооценка сил соперника привели к крупным поражениям, и к началу апреля российская армия была вынуждена покинуть регион.
В начале апреля в находившихся под контролем России населённых пунктах были обнаружены свидетельства массовых убийств гражданского населения. Наибольшее внимание мировое сообщество обратило на резню в Буче, которую, по данным очевидцев, спутниковой съёмки, радиоперехвата и видео с дронов совершили российские солдаты. Всего в Киевской области в результате вторжения погибли 1370 жителей. Помимо этого были полностью разрушены 161 многоэтажных и 4835 частных домов, 11 319 семей остались без жилья. Более 90 % центра посёлка Бородянка было уничтожено обстрелами.

## Хроника вторжения
Под Киев нагнали огромное количество войск, на пике достигало почти 25–30 батальонов тактических групп. А с севера Киева и с северо-востока, откуда наступали российские войска, очень путаная и сложная местность: система дорог, куча мелких населенных пунктов, овраги, поймы рек, мешанина, болота, непроходимые леса... А в географическом смысле это те же самые белорусские болота, только смещенные к югу. Загнали 20–25 батальонов тактических групп. Они все скопились, не имели возможности свободно двигаться, тылы к ним не могли подойти. И получилась ситуация, когда огромные массы противника стоят на месте, двигаться никуда не могут, спрятаться не могут, вправо и влево от дороги повернуть не могут, и промахнуться уже невозможно. Мы начали их бить очень активно.
Киевское направление являлось ключевым для российской армии. Наступление на столицу осуществлялось со стороны Сумской области и Белоруссии, через зону отчуждения в районе Чернобыля. Утром 24 февраля российские десантники высадились на гостомельском аэродроме «Антонов». План предусматривал быструю оккупацию аэропорта для использования его в качестве плацдарма для последующего окружения и взятия Киева. Однако благодаря допущенным российским руководством ошибкам основная часть десанта так и не была высажена — украинская артиллерия активно обстреливала аэродром, создавая угрозу и российским транспортным самолётам в воздухе. Около 7 вечера первого дня войны премьер-министр Украины Денис Шмыгаль заявил, что россияне захватили Чернобыльскую АЭС и другие населённые пункты зоны отчуждения, откуда на Киев были направлены колонны российской техники.
25 февраля российские войска подошли к Киеву и частично захватили Иванков, Обуховичи, Катюжанку, Бородянку и другие близлежащие населённые пункты. Также начались бои в Оболонском районе Киева. В этот же день украинские военные взорвали мост через речку Ирпень, чтобы остановить продвижение российской армии. Одновременно солдаты армии РФ пытались войти в Гостомель, Ирпень, Бучу, Немешаево, Ворзель, Васильков. Продолжались бои за аэропорт «Антонов».
27 февраля российская армия захватила Немешаево и Ворзель, в Василькове и Буче продолжались бои. В этот же день началась битва за село Мощун — ключевой пункт по направлению к Киеву. В течение следующих дней российская армия предпринимала попытки перебросить через реку Ирпень военную технику и людей.
К началу марта неудачи на киевском направлении вынудили российское командование изменить стратегию. Было принято решение перегруппировать войска и продолжать наступление вдоль Житомирской трассы. Одновременно продолжались ожесточённые бои в Буче, Ирпене, Макарове, селе Мощун — поселения представляли стратегическую важность для захвата столицы. 2 марта был нанесён мощный авиаудар по Ирпеню. 5 марта Буча была полностью захвачена.
К 11 марта российская армия, не сумев подойти к Киеву со стороны Ирпеня, решила сконцентрировать свои силы на захвате Мощуна. Однако несмотря на высадку там десанта, село так и не удалось закрепить за собой. Помимо этого, украинские военные подорвали один из шлюзов на реке Ирпень и затопили часть поселения, чем значительно подорвали логистические цепочки российской армии.
День-два был интернет, вода, газ и электрика, потом всё исчезло. Последним исчез газ, и тогда пришли рашисты. Больше всего их было в микрорайоне Кичеево, мы их видели из окна. Они стояли у железной дороги и стреляли в сторону Ирпеня и Бучи.Свидетельства жительницы Ворзеля
В период с 10 по 13 марта началась эвакуация из городов Киевской области. Украинской стороне удалось договориться с россиянами о создании «зелёных коридоров» — до этого людей вывозили только добровольцы. С 13 по 21 марта продолжались бои за Ирпень.
По состоянию на середину марта российская армия контролировала все ключевые транспортные направления, ведущие на северо-запад Украины — Бучу, Ирпень, Гостомель, Бородянку, Иванков. Удерживание этих территорий позволяло российскому командованию поддерживать поставки из Беларуси через территорию Чернобыльской АЭС. Россия также контролировала часть трассы Е40, перекрывая ключевые каналы сообщения между востоком и западом страны.
Однако любые попытки продвинуться южнее трассы E40 заканчивались неудачей. Безрезультатными оставались и попытки продвижения вдоль трассы E95 и H07, ведущие на Киев через Чернигов и Сумы. Ряд ошибок командования, проблемы с логистикой и невозможность поставлять армии достаточно продовольствия привели к тому, что россияне постоянно попадали под удары со стороны ВСУ. Вскоре российская армия начала массово терять личный состав и испытывать масштабные проблемы со снабжением.

## Деоккупация
Начиная с 20 марта, украинские силы начали серию контрнаступательных операций. 22 марта ВСУ освободили Макаров и продолжили наступление вдоль Сумской трассы. При этом российские войска несли значительные потери, продовольствие стремительно заканчивалось, и в итоге начали отступать по ключевым направлениям. 28 марта был освобождён Ирпень. Ко 2 апреля вся Киевская область перешла под контроль украинской армии. 7 апреля, по данным Пентагона, российские войска полностью покинули Киевскую и Черниговскую области.
Неудачи на киевском направлении стали первым крупным поражением России в войне против Украины. При этом пресс-секретарь президента России Дмитрий Песков назвал вывод российских военных из Киевской области жестом «доброй воли». Не сумев захватить Киев и свергнуть правительство Украины, руководство России решило сменить тактику и сосредоточиться на донбасском направлении.

## Жизнь в оккупации
Во время оккупации Киевской области гражданское население зачастую не имело доступа к лекарственным препаратам и продуктам. Отмечались значительные перебои с электричеством, поставкой газа и воды. Из-за постоянных обстрелов и ожесточённых боев многие люди были вынуждены провести это время в холодных погребах и подвалах, готовя еду на улице. Эвакуация зачастую была невозможна даже при открытии гуманитарных коридоров — недостаток информации, страх попасть под обстрелы, невозможность оставить пожилых и больных людей вынудили многих продолжать жить в оккупированных поселениях в условии постоянных обстрелов. Ситуация была охарактеризована как гуманитарная катастрофа.
Существует множество свидетельств о мародёрстве и терроре, совершаемом солдатами российской армии по отношению к местному населению. Пережившие оккупацию рассказывали, как танки в упор расстреливали многоэтажные жилые дома с прячущимися в подвалах людьми. При этом проводить спасательные работы во время оккупации было практически невозможно из-за продолжающихся обстрелов и прямых запретов российскими военными. Убитых, которых всё же удавалось забрать, хоронили прямо во дворах.
Российские солдаты появились на нашей улице через несколько дней. Зашли к нам во двор, начали выбивать дверь, один обошел дом, растоптал мои нарциссы, разбил окно в спальне и наставил туда автомат. Я открыла дверь и спросила их по-русски, с кем они здесь воюют и зачем они пришли. Один сказал, что они нас освобождают от "нацистов" и "укрофашистов". Я спросила, каких нацистов они хотят найти в доме учителей русского языка и литературы, стоящего на улице Пушкина. Они заявили, что не воюют с гражданскими, но не смогли объяснить, почему мне выбили окно, и никто не опустил нацеленных на меня автоматов. Тогда они решили обыскать дом, сказали, что ищут оружие. Хотели отобрать мобильные телефоны, но я свой спрятала и сказала, что у нас их нет.Свидетельство жительницы Гостомеля
Солдаты российской армии оставляли метки V и Z на дверях квартир, оккупировали и грабили жилые квартиры, а также проводили обыски и проверяли людей на предмет наличия военного снаряжения. 5 марта в Бородянке отряд чеченских солдат вошёл в психоневрологический интернат и под прицелом приказал 500 пациентам и сотрудникам выйти во двор. Директора Марину Ганицкую заставили записать на камеру слова благодарности Владимиру Путину. Впоследствии из-за отсутствия обогрева, воды и электричества в спецучреждении погибло более десятка пациентов.
Местные жители свидетельствовали и о том, что российские военнослужащие убивали мирное население без суда и следствия. В мае издание «Важные истории» опубликовало расследование о совершённых преступлениях. Так, 2 марта российские военные на танке приехали к дому Игоря Ермакова и забрали «к командиру». Спустя два дня Ермакова нашли убитым со следами насилия и огнестрельными ранениями, руки были связаны за спиной. Супруга Игоря считает, что мужа могли убить из-за фотографии российской военной техники, найденной в его телефоне. 12 марта на улице Слобода в Андреевке убили двух друзей — Виталия Кибукевича и Вадима Ганюка. Кибукевич в начале войны записался в территориальную оборону, однако Ганюк, по словам родных, не имел никаких связей с армией. В тот же день убили местного фотографа Руслана Яремчука. Его дочь считает, что отца могли заподозрить в передаче данных о передвижении российских войск. Всех трёх погибших были вынуждены похоронить прямо во дворах домов — из-за постоянных обстрелов доступ к кладбищу был невозможен.
Осенью 2022 года кинорежиссёр Центра по исследованию коррупции и организованной преступности Мэтт Сарнецки и главный редактор Джулия Уоллес опубликовали сообщения из местного телеграм-канала в Буче, в котором местные жители вели переписку на протяжении всей оккупации. Сообщения иллюстрируют повседневную жизнь во время присутствия российских войск.

## После деоккупации
После освобождения Киевской области уехавшие люди начали возвращаться в свои дома. Так, к середине мая в Бучу вернулось около 10 000 жителей. В поселениях начали работу службы психологической поддержки, организованные Международным Комитетом Красного Креста, Фондом народонаселения ООН на Украине (ЮНФПА), Программой развития ООН. Во многих городах начались масштабные программы по восстановлению инфраструктуры. В ноябре был полностью восстановлен мост через реку Ирпень. В ноябре Киевскую область посетил известный художник Бэнкси, изобразивший на руинах домов несколько граффити.
Сразу после освобождения региона началась масштабная операция по разминированию территорий. На помощь Украине с разминированием Киевской, Черниговской, Житомирской и Сумской областей США выделили 89 миллионов долларов. 8 мая народный депутат Украины Юлия Тимошенко сообщила о завершении работ по разминированию Киевской области.
12 июня власти Киевской области объявили о подготовке концепта развития мемориальных комплексов и музеев, посвящённых событиям оккупации российскими властями. Помимо музеев и мемориальных комплексов планируется создать и туристические маршруты памяти войны. В ноябре в Бородянке была высажена «Калиновая роща» в память о погибших украинских солдатах.
К осени правительство Украины выделило 1,4 млрд гривен на восстановление деоккупированных регионов: Киевской, Житомирской, Сумской и Черниговской областей, а также частично Харьковской области. В октябре было дополнительно выделено 300 млн гривен на восстановление критической инфраструктуры в Киевской области. О помощи в восстановлении Киевской области заявило и правительство Литвы — на деньги государства будет построен мобильный жилой комплекс, восстановлена школа в Бородянке, детский сад в Ирпене и мост через реку Трубеж. В апреле правительство Великобритании заявило о готовности возглавить работы по восстановлению Киева и Киевской области после окончания войны.

## Разрушения и массовые убийства
В ходе оккупации Киевской области пострадало множество объектов гражданской, административной и критической инфраструктуры, медицинские учреждения. Были повреждены и культурные объекты, включая Иванковский историко-краеведческий музей. По данным местных властей, в Киевской области из-за российского вторжения были полностью разрушены 161 многоэтажных и 4835 частных домов. Жилья лишились 11 319 семей. Из всех городов и посёлков Киевской области наиболее пострадала от вторжения Бородянка. Небольшое поселение на 13 000 человек было разрушено на 70 % в результате серии ракетных ударов и мощных авиационных бомб серии ФАБ-250, предназначенных для уничтожения крупных военных объектов. При этом центр посёлка был разрушен более чем на 90 %. Многие удары, нанесённые по многоквартирным домам, носили неизбирательный характер. Так, только 1 и 2 марта были поражены восемь многоэтажных строений, где проживало более 600 семей. В результате погибли как минимум 40 жителей и были разрушены сами здания, а также десятки окружающих строений и домов. Большинство жертв погибали в подвалах, где они пытались укрыться от обстрелов.
По состоянию на май-июнь 2022 года было найдено 1333 тела мирных жителей, погибших в Киевской области во время оккупации. Из них 64 — дети. Около 1080 смертей пришлось на Бучанский район — города Бучу, Ирпень, Бородянку, Макаров. К марту 2023 года количество обнаруженных жертв достигло 1370, из которых около 700 были застрелены, около 350 погибли от обстрелов, а остальные — из-за отсутствия доступа к медицинской помощи. Наибольшую известность получило массовое убийство мирных граждан в Буче («резня в Буче»). Там были обнаружены массовые могилы и тела более чем 460 жертв, у большинства из которых были связаны руки и завязаны глаза. Убийства сопровождались мародёрством, похищениями и пытками. События имеют признаки военных преступлений и преступлений против человечечности. Об этом свидетельствуют многочисленные показания очевидцев, тела со следами пыток, а также записи с камер, братские могилы, расстрелянные на дорогах машины, записи с дронов и спутниковые снимки. От 50 до 75 % погибших мирных жителей были расстреляны из автоматов или пулемётов. Часть погибла от мин и взрывов.
В Ирпене погибло до 300 мирных жителей, включая 51-летнего видеокорреспондента Брента Рено, работавшего в том числе и с The New York Times. В Макарове после освобождения посёлка от российских оккупантов были найдены тела 132 расстрелянных мирных жителей. Украинские власти сообщили о разрушении посёлка на 40 %. В телах десятков мирных жителей, погибших в Киевской области, были обнаружены флешетты — дротики, использующиеся в артиллерийских снарядах для поражения живой силы противника. Число погибших в Бородянке составило более 120 человек.
Смерти среди мирного населения были зафиксированы и на протяжении семикилометровой дороги между селами Мотыжин и Ясногородка в Киевской области — в период с конца февраля по конец марта там было найдено 37 человек. Убийства десятков мирных жителей были зафиксированы и в селе Бузовая. Впоследствии там было найдены тела ещё двух погибших — пожилой женщины и её 27-летнего внука. 29 апреля в лесу у села Мироцкое нашли тела трех мужчин, со связанными руками и повязками на глазах. В селе Андреевка под Киевом за время оккупации погибли 17 человек — российские солдаты убили 14 мирных жителей, ещё три человека погибли в результате бомбардировок. По сообщениям украинских СМИ, в братской могиле в селе Мотыжин были найдены тела главы местного самоуправления Ольги Сухенко, её мужа и сына.
Согласно Алексею Арестовичу, в преступлениях участвовали:
- 64-я отдельная гвардейская мотострелковая бригада 35-й армии Восточного военного округа;
- 5-я отдельная гвардейская танковая бригада 36-й армии Восточного военного округа;
- 331-й гвардейский парашютно-десантный полк 98-й воздушно-десантной дивизии;
- 137-й гвардейский парашютно-десантный полк 106-й воздушно-десантной дивизии;
- 104-й и 234-й гвардейские десантно-штурмовые полки 76-й десантно-штурмовой дивизии;
- 14-я и 45-я отдельные гвардейские бригады специального назначения;
- 63-й отряд полиции особого назначения Росгвардии;
- 155-я отдельная гвардейская бригада морской пехоты Тихоокеанского флота[115].

### Реакция
Мировое сообщество решительно осудило действия российской армии в Киевской области. Так, вице-канцлер и министр экономики Германии заявили, что в Буче было совершено «ужасное военное преступление», и призвали Европейский союз ввести новые санкции против России. Джо Байден 4 апреля призвал к судебному разбирательству по делу о военных преступлениях против президента России Владимира Путина, назвав его военным преступником. Президент Украины Владимир Зеленский назвал нападение на свою страну по приказу Кремля «геноцидом». Генеральный секретарь ООН Антониу Гутерриш заявил, что он «глубоко потрясен» фотографиями погибших мирных жителей в украинском городе Буча. Государственный секретарь США Энтони Блинкен назвал кадры из Бучи «ударом под дых» и пообещал помочь Украине задокументировать «военные преступления», совершаемые российскими войсками. Генеральный секретарь НАТО Йенс Столтенберг сказал, что изображения из Бучи, демонстрируют «жестокость по отношению к гражданскому населению, которую мы не видели в Европе десятилетиями». Впоследствии места массовых убийств в Буче посетили Чрезвычайный и Полномочный Посол США на Украине.
Министерство обороны Российской Федерации назвало убийства в Буче «очередной провокацией киевского режима», а глава МИД Сергей Лавров обвинил украинскую сторону в «инсценировке».

### Расследования
В мае 2022 года члены Совета ООН по правам человека поддержали расследование предполагаемых нарушений, совершенных российскими войсками в Киевской области, которые могут быть приравнены к военным преступлениям. На заседании Верховный комиссар ООН по правам человека Мишель Бачелет заявила, что её команда собрала доказательства тысяч убийств украинских мирных жителей российскими солдатами, многие из которых могут быть приравнены к военным преступлениям. В конце сентября назначенные ООН независимые следователи подтвердили факт совершения российской армией военных преступлений. Комиссия работала в Киевской, Черниговской, Харьковской и Сумской областях.
Расследованиями преступлений в Киевской области занимаются и другие независимые организации. Так, британское НКО Amnesty International в мае опубликовало отчёт о 22 задокументированных незаконных убийствах, совершённых российскими войсками в Буче и окрестностях. Исследователи агентства расследовали убийства в Буче, Бородянке, Новом Короходе, Андревке, Здвижовке, Ворзеле, Макарове, Дмитровке. Согласно отчёту, российские военные расстреливали невооружённых гражданских лиц на улицах или в их собственных домах. Как минимум в одном случае женщина была многократно изнасилована после того, как солдаты убили её мужа. Среди погибших — 43-летний менеджер по продажам и отец двоих детей Евгений Петрашенко. Его жена Татьяна рассказала Amnesty International, что Евгений находился в квартире, когда российские военнослужащие начали обыскивать его жилой дом. Вскоре после этого Татьяна потеряла связь с мужем, сосед нашёл его тело в квартире на следующий день. Британская организация призвала призвала Россию предстать перед судом за целый ряд военных преступлений, совершённых к северо-западу от Киева.
9 мая The New York Times опубликовала доказательства убийств не менее восьми человек на импровизированной базе в офисном здании на улице Яблонской, 144 в Буче.
В июле представители украинской власти заявили, что расследуют 21 000 военных преступлений, предположительно совершенных Россией с начала вторжения.
В августе «Важные истории» установили имена четырёх российских военных, причастных к грабежам, мародёрству и убийствам мирных жителей в Андреевке. Журналисты изучили 25 фотографий с телефона местного жителя, который во время оккупации забрали российские военные. После ухода армии из Андреевки чужой телефон нашла у себя в доме другая жительница села.
28 февраля 2022-го российские военные из 15-й отдельной гвардейской мотострелковой бригады вошли в село Перемога Броварского района Киевской области. Как позже выяснили украинские журналисты, в тот же день они оборудовали помещение для пыток и расстрелов в подвале местного почтового отделения — и убили там пять мирных жителей. Эта пыточная функционировала вплоть до ухода россиян из Перемоги. В начале марта военные из других подразделений застрелили в этом селе 14-летнего подростка, когда тот играл с мячом на спортивной площадке. Главу села Николая Дьяченко и 20 других мужчин держали в плену 26 дней. Некоторых местных жителей пытали.
В ноябре Национальная полиция Украины сообщила, что двое российских военнослужащих (Ринат Хакимьянов и Арслан Салихов) из 90-й танковой дивизии стали подозреваемыми по делу об изнасиловании беременной женщины и пытках мирных жителей под Киевом, совершённых в марте 2022 года. Как сообщает ведомство, двое вооружённых военных на улице набросились на местную жительницу, избили, выбили зубы и, приставив к спине автомат, заставили её зайти в дом и изнасиловали, несмотря на её заявления о беременности. Третий фигурант дела во время преступления находился на входе в дом, чтобы не допустить посторонних.
Human Rights Watch задокументировала случаи нарушения российскими военными законов военного времени в отношении мирных жителей оккупированной Киевской области. Среди них — случай повторного изнасилования, два случая казни без надлежащего судебного разбирательства, другие свидетельства незаконного насилия и угроз в отношении местного населения в период с 27 февраля по 14 марта. Также была доказана причастность российских солдат к грабежу гражданского имущества, включая продукты питания, одежду и дрова. В ходе дальнейшего расследования организация расследовала 22 случая казни, 9 незаконных убийств, 6 возможных насильственных исчезновений и 7 случаев пыток в 17 сёлах и посёлках Киевской и Черниговской областей. Двадцать одно гражданское лицо сообщило о незаконном содержании под стражей в бесчеловечных и унижающих достоинство условиях.